# 山下毅雄
山下毅雄（1930年3月7日—2005年11月21日）是日本作曲家和編曲家，他在日本神戶市出生， 畢業於慶應義塾大學經濟系。
他的第二個兒子山下透也是一位作曲家，並參與了他父親「尊敬」的專輯和書籍。
山下毅雄從小學習長笛，他自己學習爵士樂。他在大學學習期間開始創作，獲得了無線電廣播獎，並展示了他的創作才華。與此同時，他遇到了影子藝術家藤城裕士，並負責NHK「學生時代」的音樂。後來，他成為了Victor唱片獨家公司。1960年，他在第二年發行了LP「Kuroneko」和「Black Footsteps」。
1. ↑  . （原始内容存档于2016-05-03） （日语）.